# 活造

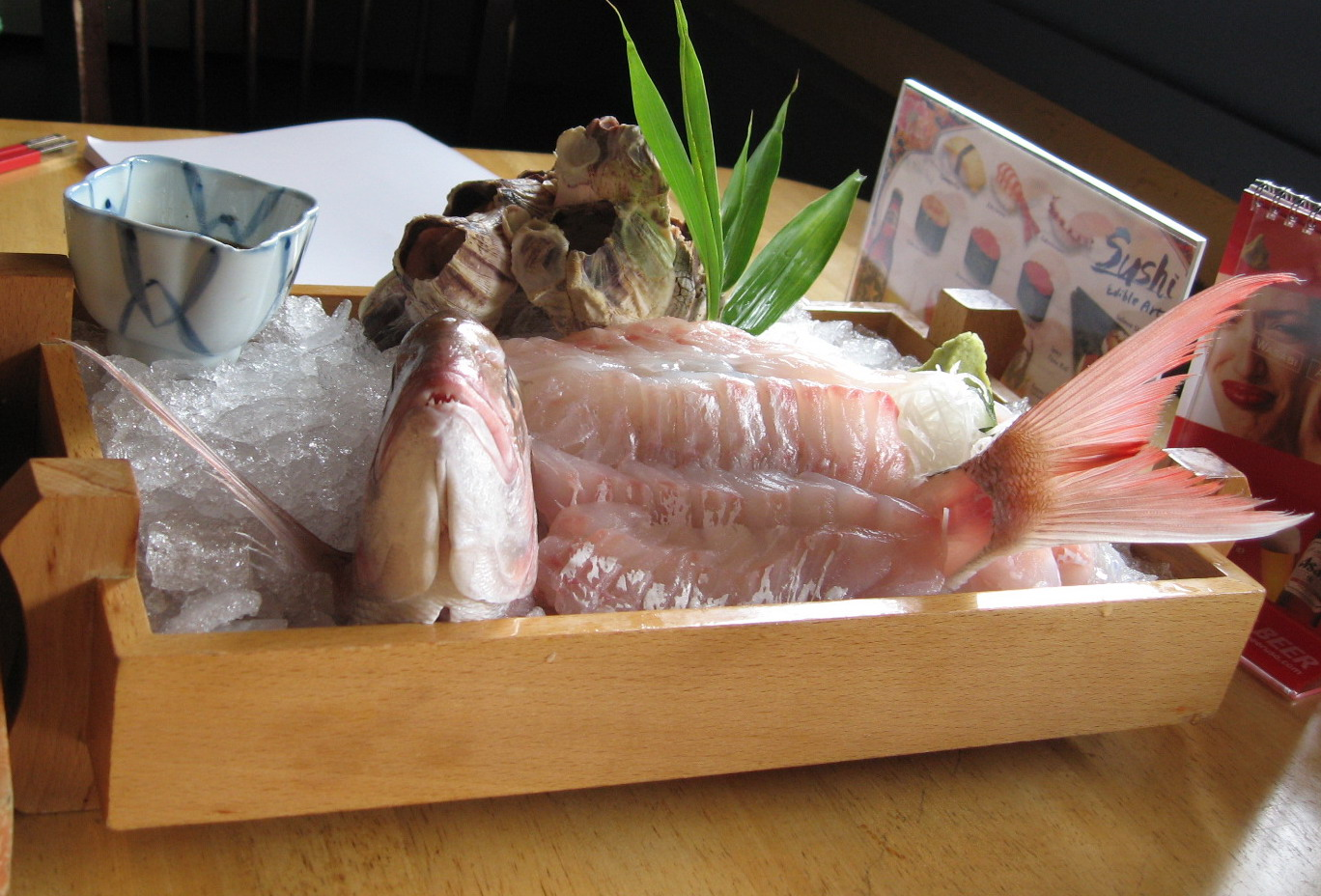
活造鲷鱼刺身

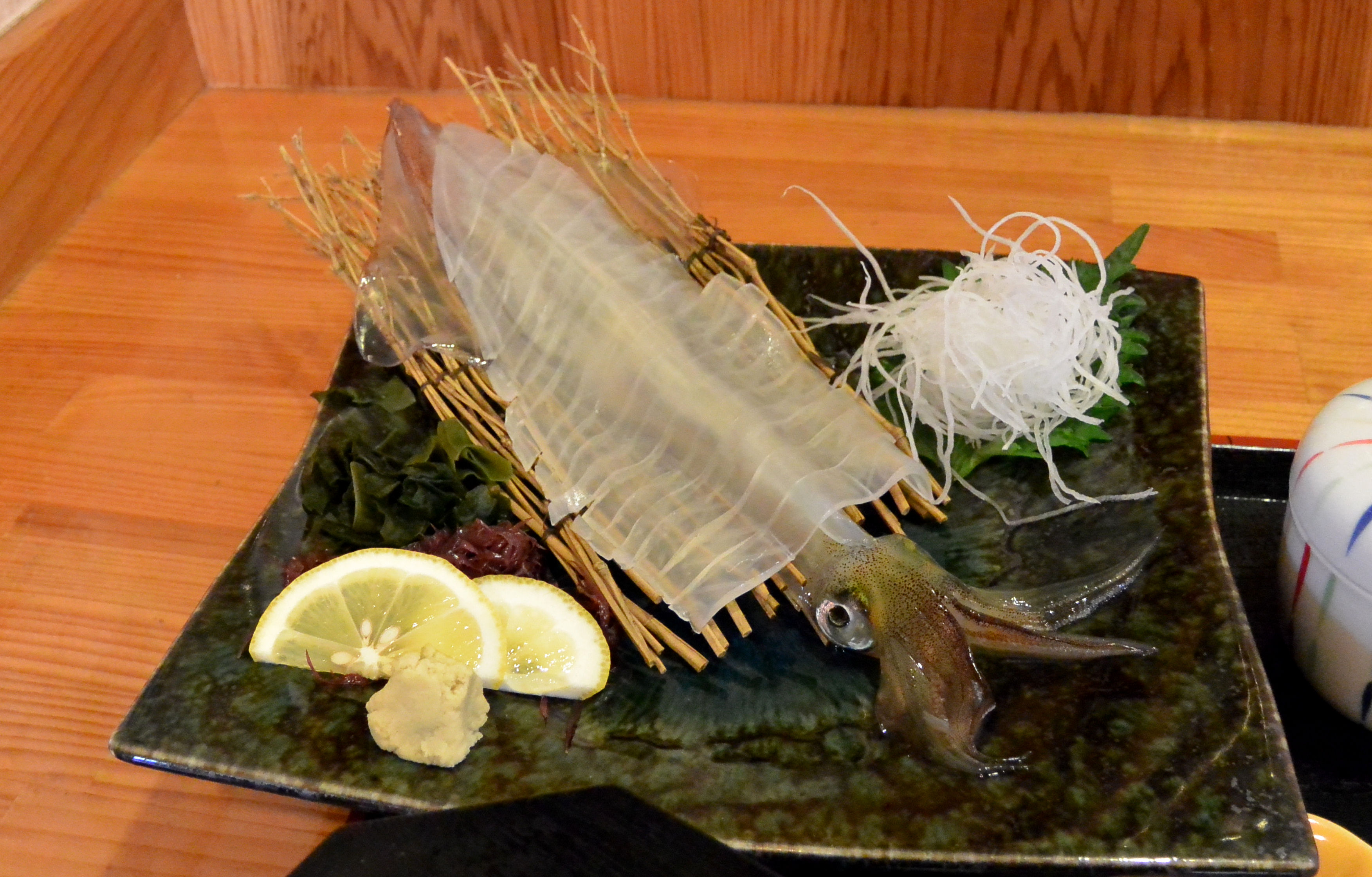
活造鱿鱼刺身

活造（日语：／ ikizukuri）在日本料理中是指将海鲜在活着的状态下制作成刺身。除最常使用的活鱼外，章鱼、虾、龙虾等也可以作为活造食材。
在供应活造的餐厅中，顾客可当场从水箱中挑选活鱼。厨师将鱼捞起后，并不以活缔方式处理。由于担心鱼受惊挣扎后影响味道，厨师常会先用刀背敲击鱼头使其失去知觉，再用布巾等遮住眼睛以防止它挣扎。处理活鱼时一般不去鳞，并在不伤及内脏的情况下快速切成生鱼片。最后再配上柠檬、姜、紫菜等。上菜时通会常保留完整的鱼头，因而顾客在就餐时仍可看到鱼鳃开合活动。
澳大利亚、德国等地认为这种方式属于虐待动物而禁止食用活造刺身。